# František Polák (politik)
František Polák (* 15. února 1927) byl český a československý politik Komunistické strany Československa a poslanec Sněmovny lidu Federálního shromáždění za normalizace.

## Biografie
K roku 1971 se profesně uvádí jako ředitel závodu. Ve volbách roku 1971 zasedl do Sněmovny lidu (volební obvod č. 44 – Ostrov nad Ohří, Západočeský kraj). Ve FS setrval do konce funkčního období, tedy do voleb roku 1976.